# Arnhem Falcons 2019
Questa voce raccoglie le informazioni riguardanti gli Arnhem Falcons nelle competizioni ufficiali della stagione 2019.

## Roster
| Roster degli Arnhem Falcons (2019) |
| --- |
| Quarterback - 12 Jeroen van der Burght Running Back - 30 Nigel Gyebi - 22 Joost Holtslag RB/LB - 4 Christoph Schraven RB/K Wide Receiver - 17 Riangelo Antonia WR/CB - 81 Roy Brüggemann - 88 Tijmen Buijs - 1 Jonathan Buschhaus - 8 Max Frantzen - 14 Tayrell Hendriks - 83 Jaren Luther - 87 Robin Oe - 82 Marco van Paassen - 89 Jeffrey Vedder Tight End - 80 Thijs Steffen TE/DE Offensive Linemen - 79 Huub Huigsloot G - 77 Leon Ros LT - 69 Robert van Tankeren - 66 Guus Vogels Defensive Linemen - 23 Bouke Knuiman DE - 52 Kasper Lindhorst - 55 Niels Louwerse DT - 38 Sergio Maatstaf DL/RB - 56 Simon Machielse DT/OL - 99 Rugène Poppen DE - 98 Tony Werleman DE Linebacker - 42 Lennard Harris MLB/RB - 44 Jhon Oliveros Cubillos - 27 Nico Regter - 5 Curt Snow - 53 Griffin Wijnen Defensive Back - 21 Marco Arends - 32 Paul Blom DB/LB - 24 Francesco Felloni - 26 Justin Loet-loetoer - 86 Kees Onvlee FS/WR - 6 Wouter Reessink Special Team Coaching staff Christian Heister (HC/DB) · Jeroen Daams (OC/QB/RB) · Jochem Patty (WR) · Arend Slijkhuis (OL/DL) |

## Eredivisie 2019

### Stagione regolare
| Lelystad 24 febbraio 2019, ore 14:00 2ª giornata | Lelystad Commanders | 14 – 13 referto | Arnhem Falcons | Sportvereniging Batavia 90 |

| Amsterdam 9 marzo 2019, ore 19:00 4ª giornata | Amsterdam Crusaders | 39 – 0 referto | Arnhem Falcons | Sportpark Sloten |

| Loosdrecht 16 marzo 2019, ore 19:00 5ª giornata | Hilversum Hurricanes | 7 – 26 referto | Arnhem Falcons |  |

| Arnhem 31 marzo 2019, ore 14:00 6ª giornata | Arnhem Falcons | 40 – 14 referto | Flevo Phantoms | Sportpark Cranevelt |

| Almere 13 aprile 2019, ore 19:00 7ª giornata | Flevo Phantoms | 19 – 14 referto | Arnhem Falcons | Sportpark de Marken |

| Leida 21 aprile 2019, ore 14:00 8ª giornata | Lightning Leiden | 9 – 10 referto | Arnhem Falcons | Lightning Field |

| Arnhem 5 maggio 2019, ore 14:00 9ª giornata | Arnhem Falcons | 26 – 13 referto | Utrecht Dominators | Sportpark Cranevelt |

| Arnhem 19 maggio 2019, ore 14:00 11ª giornata | Arnhem Falcons | 7 – 3 referto | Groningen Giants | Sportpark de Marken |

| Arnhem 2 giugno 2019, ore 14:00 13ª giornata | Arnhem Falcons | 0 – 68 referto | Amsterdam Crusaders | Sportpark Cranevelt |

| Arnhem 16 giugno 2019, ore 14:00 14ª giornata | Arnhem Falcons | 16 – 6 referto | Hilversum Hurricanes | Sportpark Cranevelt |

### Playoff
| Lelystad 23 giugno 2019, ore 14:00 Semifinale | Lelystad Commanders | 34 – 10 referto | Arnhem Falcons | Sportvereniging Batavia 90 |

## Statistiche di squadra
| Competizione      | %Vittorie | In casa | In casa | In casa | In casa | In casa | In casa | In trasferta | In trasferta | In trasferta | In trasferta | In trasferta | In trasferta | Totale | Totale | Totale | Totale | Totale | Totale |
| Competizione      | %Vittorie | G       | V       | N       | P       | Pf      | Ps      | G            | V            | N            | P            | Pf           | Ps           | G      | V      | N      | P      | Pf     | Ps     |
| ----------------- | --------- | ------- | ------- | ------- | ------- | ------- | ------- | ------------ | ------------ | ------------ | ------------ | ------------ | ------------ | ------ | ------ | ------ | ------ | ------ | ------ |
| Stagione regolare | .600      | 5       | 4       | 0       | 1       | 89      | 104     | 5            | 2            | 0            | 3            | 63           | 88           | 10     | 6      | 0      | 4      | 152    | 192    |
| Playoff           | .000      | 0       | 0       | 0       | 0       | 0       | 0       | 1            | 0            | 0            | 1            | 10           | 34           | 1      | 0      | 0      | 1      | 10     | 34     |
| Totale            | .545      | 5       | 4       | 0       | 1       | 89      | 104     | 6            | 2            | 0            | 4            | 73           | 122          | 11     | 6      | 0      | 5      | 162    | 226    |